# Xanthocampoplex luteus
Xanthocampoplex luteus là một loài tò vò trong họ Ichneumonidae.